# پاتریک سامرویل

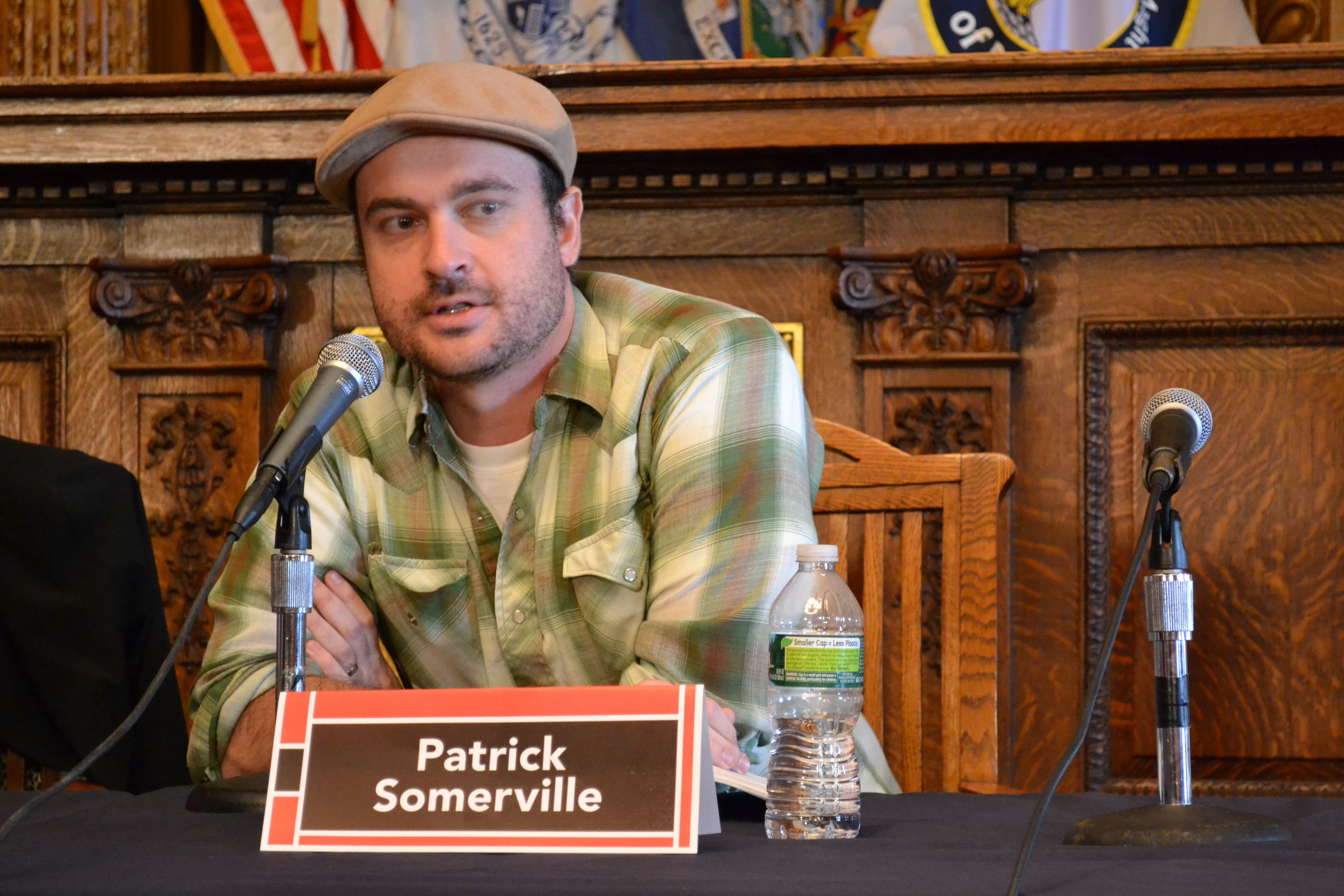
پاتریک سامرویل در 2011

پاتریک سامرویل (زاده ۱۴ آوریل ۱۹۷۹)  یک رمان‌نویس و نویسنده تلویزیونی آمریکایی است که در شیکاگو، ایلینوی، ایالات متحده آمریکا زندگی می‌کند.

## دوران کاری

### رمان‌ها
سامرویل در سال ۲۰۰۵ از دانشگاه کرنل فارغ‌التحصیل شد. او اولین رمان خود به نام گهواره را در سال ۲۰۰۹ و دومین رمان خود را با نام این رودخانه روشن در سال ۲۰۱۲ منتشر کرد 

### تلویزیون
در سال ۲۰۱۳، سامرویل به گروه نویسندگی پل پیوست،  و در آنجا دو قسمت از سریال را نوشت.  از سال ۲۰۱۵ تا ۲۰۱۷، او نویسنده سریال بازماندگان از اچ‌بی‌او بود.  در اکتبر ۲۰۱۶، اعلام شد که سامرویل سریال مجنون از نتفلیکس را خواهد نوشت.  در دسامبر ۲۰۱۷، او قراردادی را برای توسعه پروژه‌های تلویزیونی و دیجیتالی جدید به طور انحصاری برای پارامونت (در حال حاضر استودیو تلویزیونی پارامونت) امضا کرد. در اکتبر ۲۰۱۹، اعلام شد که او نویسنده و شورانر برنامه ۱۰ قسمتی مینی‌سریالی از اچ‌بی‌او مکس با نام ایستگاه یازده خواهد بود.  او همچنین مجری فصل اول سریال ساخته برای عشق بود. 
در آوریل ۲۰۲۲، اعلام شد که سامرویل و امیلی سنت جان مندل، هتل شیشه‌ای و دریای آرامش را به عنوان دو سریال بعدی ایستگاه یازده برای اچ‌بی‌او مکس اقتباس خواهند کرد. 

### فیلم
سامرویل قرار است یک فیلمنامه اصلی به نام دب اکبر را به کارگردانی جاناتان و جاش بیکر برای اکس‌وای‌زد فیلمز بنویسد و تولید کند. مری الیزابت وینستد و سوچی گومز برای بازی در این فیلم ابراز علاقه دارند. 